# Військовий інститут Київського національного університету імені Тараса Шевченка
Військо́вий інститу́т Ки́ївського націона́льного університе́ту і́мені Тараса́ Шевче́нка (ВІКНУ) — вищий військовий навчальний заклад у складі Київського національного університету імені Тараса Шевченка

## Загальні відомості

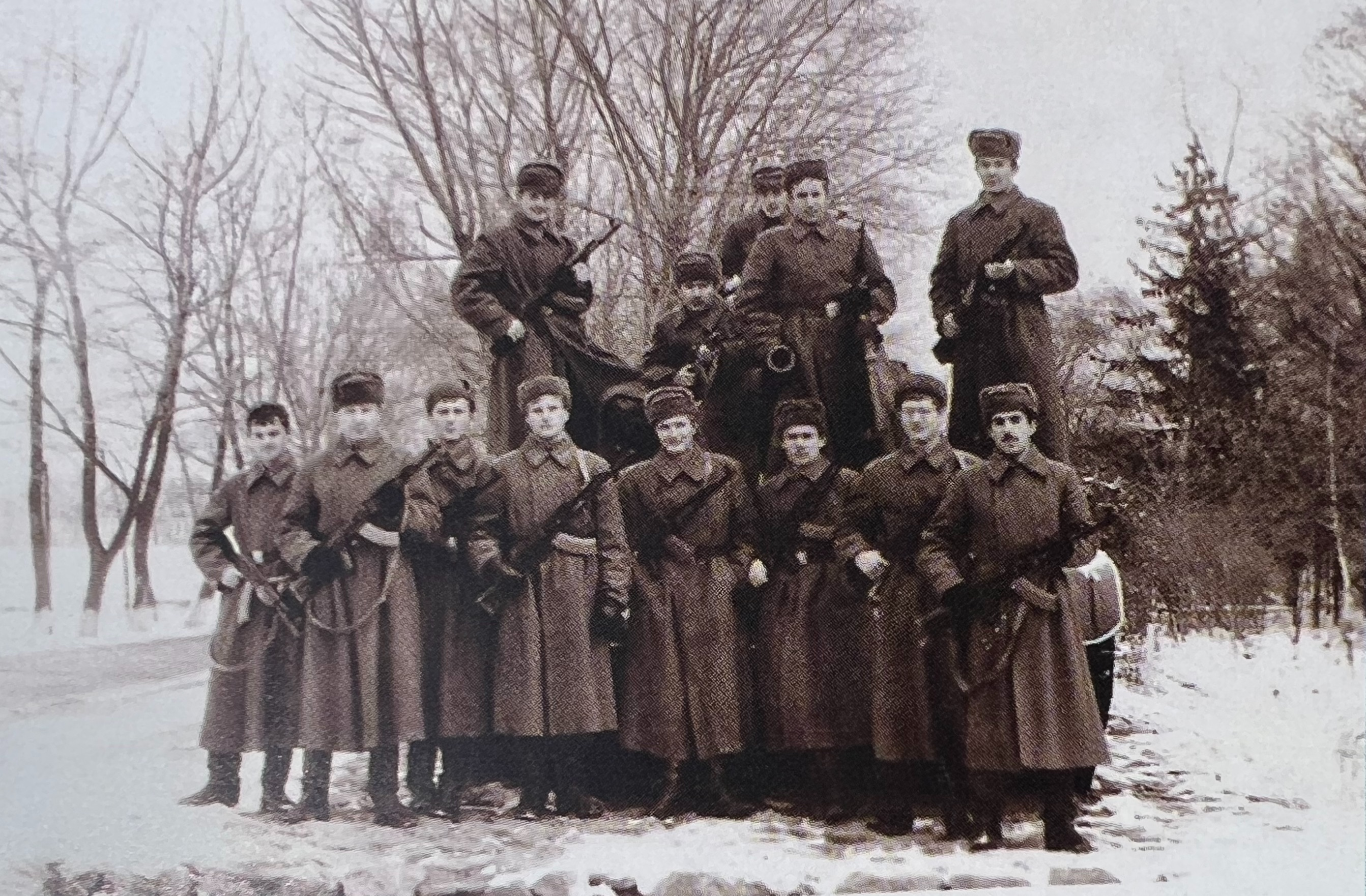
Підготовка офіцерів на базі військової кафедри

Заснований 21 січня 1998 року на базі Відділення військової підготовки, до цього — військової кафедри, що була створена 16 жовтня 1933 року.
Військовий інститут готує фахівців з повною вищою освітою для Збройних сил України та інших військових формувань. Курсанти проходять підготовку у відповідних інститутах і на факультетах КНУ ім. Шевченка.

### Спеціальності
Військовий інститут Київського національного університету − єдиний в Україні ВВНЗ, який здійснює підготовку фахівців для всіх військових формувань з таких спеціальностей:
- військовий переклад
- воєнна політологія
- осередок руху опору
- зарубіжна воєнна інформація
- міжнародне співробітництво у сфері оборони та воєнній сфері
- військова психологія
- військова журналістика та соціальні комунікації
- зв'язки з громадськістю у Збройних Силах України
- фінанси та військова економіка
- правоохоронна діяльність в ЗСУ
- цивільно-військові відносини
- геоінформаційні системи і технології
- соціальна робота у військах (силах)

### Офіцери запасу (військова кафедра)
- Бойове застосування військових частин і підрозділів радіаційного, хімічного, біологічного захисту
- Бойове застосування військових частин і підрозділів радіотехнічних військ
- Застосування картографічних військових частин і підрозділів
- Іноземна мова
- Метрологічне забезпечення військ (сил)
- Організація морально-психологічного забезпечення військ (сил)
- Організація продовольчого забезпечення військ (сил), експлуатація та ремонт технічних засобів продовольчої служби
- Організація речового забезпечення військ (сил), експлуатація та ремонт технічних засобів речової служби
- Організація технічного забезпечення, експлуатації та ремонту радіолокаційного озброєння
- Правоохоронна діяльність в Збройних Силах України
- Психологія
- Технічне забезпечення функціонування стаціонарних засобів автоматизованих систем управління
- Цивільно-військове співробітництво

Міжвишівські зв'язки інституту розвиваються в рамках угод Київського національного університету імені Тараса Шевченка та Міністерства оборони України із вишами-партнерами США, Франції, Великої Британії, Німеччини, Греції, Іспанії, Китаю, Єгипту, Ірану, Туреччини. Курсанти Військового інституту беруть активну участь у заходах програми «Партнерство заради миру».
У травні 2025 року інститут із вісьмома іншими українськими вищими військовими навчальними закладами було включено до мережі Європейського коледжу безпеки та оборони (ESDC).

## Керівництво
- генерал-лейтенант Жуков Сергій Анатолійович (1987 (як начальник військової кафедри та Відділення військової підготовки)—2004)
- генерал-майор Балабін Віктор Володимирович (2005 – 2017)
- генерал-майор Толок Ігор Вікторович (2017 – 2022)[2]
- бригадний генерал Шевченко Анатолій Михайлович (2022 – 2024)[3][4]
- полковник Сіроштан Олексій Олександрович (2022 – досі)

## Структура[5]

### Військовий факультет соціальних та поведінкових наук
- кафедра військової психології та педагогіки
- кафедра соціальної роботи у військах (силах)
- кафедра поведінкових наук
- кафедра військової політології

### Військовий факультет міжнародних відносин та права
- кафедра військового права
- кафедра спеціальної мовної підготовки
- кафедра військового перекладу
- кафедра інформаційно-аналітичних технологій

### Військовий факультет сил підтримки та забезпечення
- кафедра фінансового забезпечення військ
- кафедра автомобільної підготовки
- кафедра геоінформаційних систем і технологій

- кафедра військової журналістики

### Факультет післядипломної освіти
- кафедра загальновійськової підготовки
- кафедра фізичного виховання, спеціальної фізичної підготовки і спорту
- центр підготовки військових капеланів
- центр інтенсивної мовної підготовки

## Гімн
Гімн було написано в червні 2006 року напередодні чергового випуску офіцерів. Автор слів та музики — Льовін Сергій Вікторович (лауреат міжнародних та всеукраїнських конкурсів поезії та авторської пісні, автор і виконавець власних пісень), виконавці — Сергій Льовін, Розумна Олена (співачка, бек-вокалістка, учасниця гурту Скрябін у 2003—2008 роках), Дмитро Єфименко (соліст Народної хорової капели «Дніпро» КНУ ім. Тараса Шевченка), аранжування Олександра Довгопола, звукооператор — Михайло Дідик, запис на студії звукозапису «Аудіо-Україна».
Там, де кожний наш крок визначає Статут,
Де на хвилях Дніпра мчать події,
Там співає військові пісні інститут
І збуваються всі наші мрії.
Ми торуємо шлях нескінченний до знань,
Ми навчаємось мир захищати.
Відчиняє нам двері до вічних придбань
І майбутніх зірок альма-матер.
Скільки гідних, славетних імен тут зросло,
Скільки вже народилось традицій!
Ми примножимо їх, не стече джерело,
Ми не втратимо перших позицій.
Хай нічні чергування очікують нас,
Хай життя полігонне вирує,
Закликає до творчого злету Тарас

І любов до Вкраїни гуртує.
Відеокліп до цього твору був записаний на Центральній телерадіостудії Міністерства оборони України у жовтні цього ж року, презентований на урочистостях з нагоди 73-ї річниці навчального закладу. Відеорежисер — Сергій Череватий, відеооператор Олег Проценко. На кінофестивалі «Кінотур», який проходив у жовтні 2006 року (м. Бердичів) відеокліп був відзначений спеціальним дипломом.

## Емблема ВІКНУ

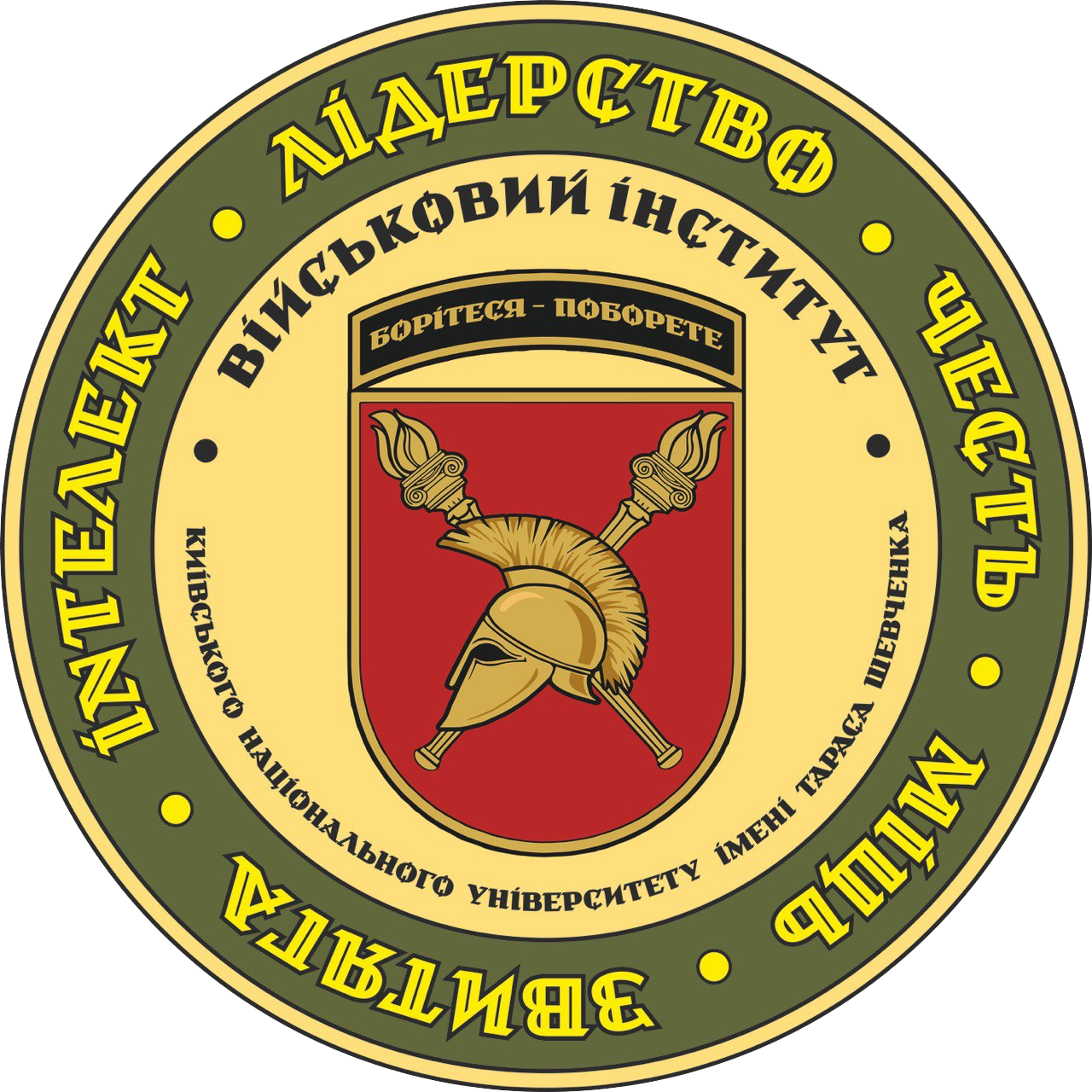
Емблема ВІКНУ від 2024 року

Емблемою Військового інституту Київського національного університету імені Тараса Шевченка є круглий щит оливкового кольору із золотавою (жовтою) облямівкою, всередині якого розташовано золотавий (жовтий) круглий малий серцевий щиток. По колу по краю щита розміщено девіз Військового інституту Київського національного університету імені Тараса Шевченка - «ЛІДЕРСТВО. ЧЕСТЬ. МІЦЬ. ЗВИТЯГА. ІНТЕЛЕКТ.» золотавими (жовтими) літерами. У полі малого серцевого щитка розміщено зображення нарукавного знака Військового інституту Київського національного університету імені Тараса Шевченка, який має вигляд червоного геральдичного щита. Центральним елементом нарукавного знака є профільне зображення золотавого (жовтого) античного шолому коринфського типу із гребенем-щіткою з кінського волосся. На діагоналях щита розміщено золотаві (жовті) смолоскипи. Щит оздоблено кантом золотавого (жовтого) кольору. Над нарукавною емблемою міститься дугоподібна декоративно-інформаційна (девізна) стрічка чорного кольору. На стрічці вміщено девіз - цитату з віршів Тараса Шевченка «БОРІТЕСЯ - ПОБОРЕТЕ» літерами золотавого (жовтого) кольору. Девізну стрічку по периметру оздоблено кантом золотавого (жовтого) кольору. У верхній частині малого серцевого щитка міститься назва закладу вищої освіти «ВІЙСЬКОВИЙ ІНСТУТУТ», а у нижній частині - повна назва університету «КИЇВСЬКИЙ НАЦІОНАЛЬНИЙ УНІВЕРСИТЕТ ІМЕНІ ТАРАСА ШЕВЧЕНКА».

### Символіка емблеми

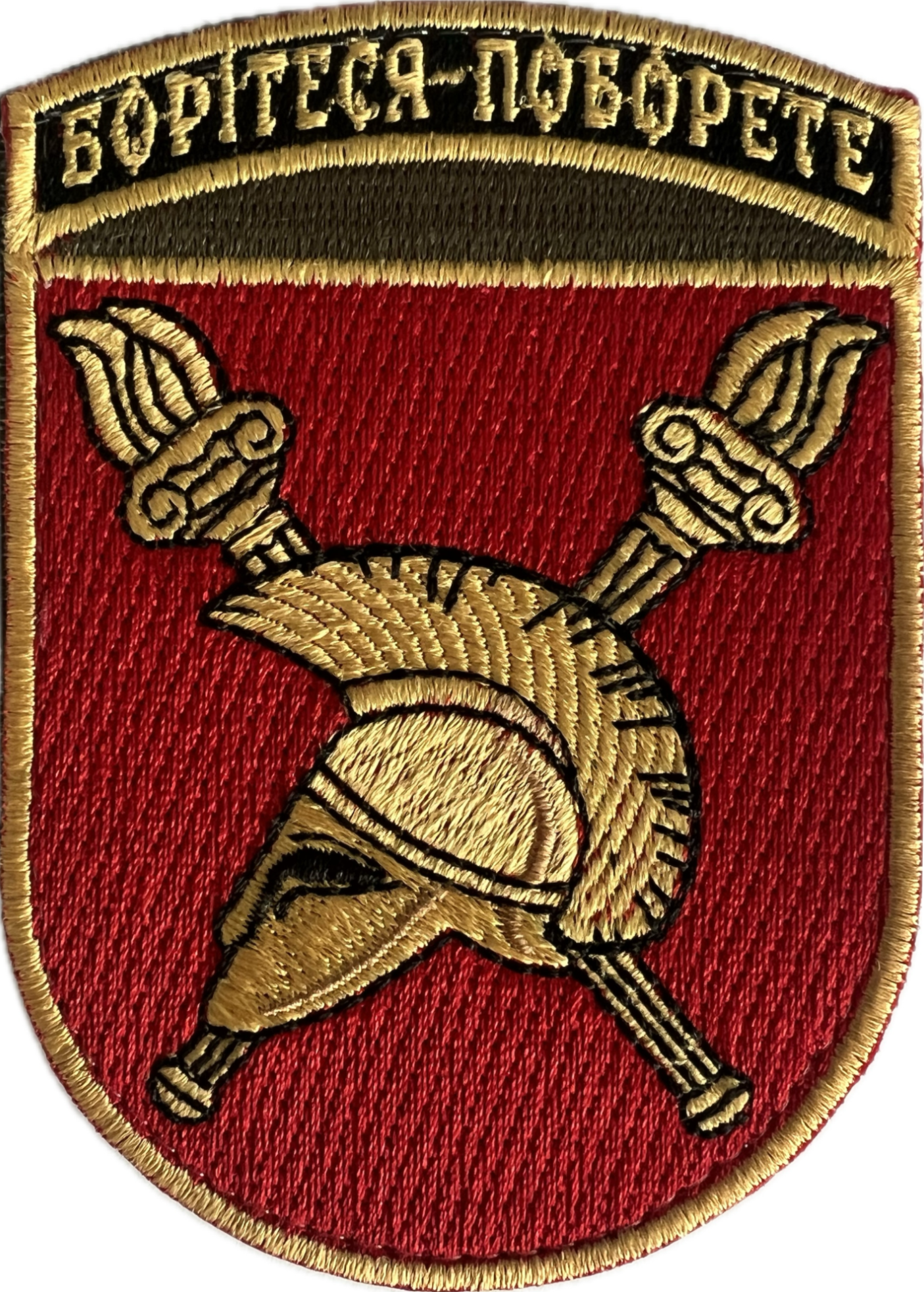
Нарукавна емблема ВІКНУ

Щит, у тому числі круглий, є частиною захисного спорядження воїна та головний елемент геральдичної композиції. Згідно із “Методичними рекомендаціями щодо окремих питань розвитку і впровадження військової символіки у Збройних Силах України”, затвердженими Міністерством оборони України та Головнокомандувачем Збройних Сил України 2020 р. “...вищі військові навчальні заклади, що належать до компетенції МО України і ГШ ЗС України...” повинні використовувати нарукавні емблеми у вигляді “іспанських” щитів (із заокругленою нижньою частиною) “...виключно для вищих військово- навчальних закладів ЗС України...” Символіка нарукавного знаку ґрунтується на античному шоломі як атрибуті античних богів війни, науки, стратегії та військового мистецтва Ареса/Марса, Афіни/Мінерви та Еніо/Беллони. Смолоскипи є символами “світоча знань” та досконалості у науці. Згідно із наказами Міністра оборони України №№606, 370 та 238 елементом знаку на комір курсантів вищих закладів вищої освіти Збройних Сил України є перехрещені смолоскипи. Кольорова гама базована на кольоровій гамі так званого Червоного корпусу Київського національного унівеситету імені Тараса Шевченка, до складу якого відноситься Військовий інститут Київського національного університету імені Тараса Шевченка.

## Цікаві факти

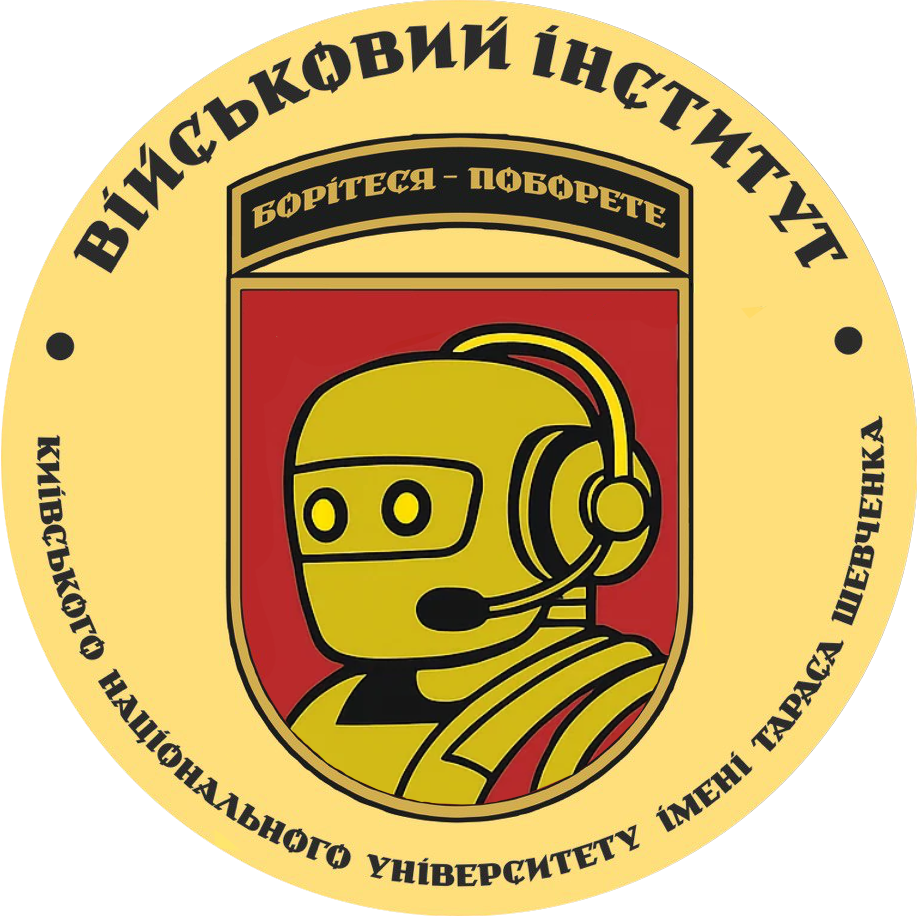
[https://chatgpt.com/g/g-6853ee6983a88191aa1d6611e16ad68a-pomichnik-viknu Чат-бот ВІКНУ

ВІКНУ став першим вищим навчальним закладом України, який запровадив консультації щодо вступу у власному чат-боті на базі платформи ChatGPT.

## Навіки в строю
Загиблі випускники, викладачі, курсанти та співробітники Військового інституту Київського національного університету імені Тараса Шевченка
| Полковник Кравчук Анатолій Анатолійович, старший викладач кафедри автомобільної підготовки факультету післядипломної підготовки ВІ КНУ. Загинув 26.02.2022 р. під час ведення оборонних дій у м. Київ. |
| Молодший лейтенант (посмертно) Задорожний Андрій Сергійович, курсант 3 курсу навчальної групи 312-пс військового гуманітарно-лінгвістичного факультету ВІ КНУ. Загинув 26.02.2022 р. під час ведення оборонних дій у м. Київ. |
| Молодший лейтенант (посмертно) Турянський Олег Володимирович, курсант 1 курсу навчальної групи 112-пс військового гуманітарно-лінгвістичного факультету ВІ КНУ. Загинув 26.02.2022 р. під час ведення оборонних дій у м. Київ. |
| Молодший лейтенант (посмертно) Шевченко Ян Вячеславович, курсант 3 курсу навчальної групи 311-пс військового гуманітарно-лінгвістичного факультету ВІ КНУ. Загинув 26.02.2022 р. під час ведення оборонних дій у м. Київ. |
| Працівник ЗСУ Недодар Петро Олексійович, водій автотранспортного засобу гаража ВІ КНУ. Загинув 26.02.2022 р. під час ведення оборонних дій у м. Київ. |
| Полковник (посмертно) Пасека Віталій Євгенійович, начальник відділу інформаційно-аналітичної роботи та моніторингу, Північно-Східне територіальне управління внутрішнього аудиту МОУ. Випуск 2002 р. "Право". Загинув 26.02.2022 р. під час виконання бойового завдання із забезпечення розвідки та прикриття групи з мінування та підриву критичної інфраструктури в районі с. Новий Білоус, Чернігівський район, Чернігівська область. Нагороджений орденом Богдана Хмельницького III ступеня (посмертно). |
| Майор Олексієнко Сергій Олександрович, заступник командира батальйону з МПЗ, 38 об'єднаний навчальний центр ХНУПС. Випуск 2009 р. "Психологія". Загинув 01.03.2022 р. від пострілу снайперу у м. Васильків, Київська область. Нагороджений орденом За мужність III ступеня (посмертно). |
| Підполковник Горик Євгеній Костянтинович, офіцер режимної служби, Миколаївський зональний відділ ВСП. Загинув 02.03.2022 р. під час танкового обстрілу в районі м. Вознесенськ, Миколаївська область. Нагороджений орденом За мужність III ступеня (посмертно). |
| Старший лейтенант Кирган Віктор Леонідович, командир розвідувального взводу, 59 окрема мотопіхотна бригада (11 окремий мотопіхотний батальйон). Випуск - 2020 р. "Політологія". Загинув 12.03.2022 р. під час виконання бойового завдання з глибинної розвідки в районі сел. Степова Долина, Галицинівська ТГ, Миколаївський район, Миколаївська область. |
| Старший лейтенант Шинкаренко Владислав Валерійович, офіцер відділення МПЗ бригади, 25 окрема повітрянодесантна бригада. Випуск - 2017 р. "Психологія". Загинув 26.03.2022 р. під час оборони м. Торецьк, Бахмутський район, Донецька область. Нагороджений орденом Богдана Хмельницького III ступеня (посмертно). |
| Майор (посмертно) Чубашев Олексій Олександрович, командир групи, ГУР МОУ (Інтернаціональний легіон). Випуск - 2015 р. "Журналістика". Загинув 10.06.2022 р. під час боїв за м. Сєвєродонецьк, Луганська область. Нагороджений орденом Богдана Хмельницького III ступеня (посмертно). |
| Лейтенант Кондрашов Іван Сергійович, офіцер-психолог артилерійського дивізіону, 14 окрема механізована бригада. Випуск - 2021 р. "Психологія". Загинув 30.06.2022 р. під час артилерійського обстрілу в районі м. Дружківка, Краматорський район, Донецька область. Нагороджений орденом За мужність III ступеня (посмертно). |
| Майор юстиції (посмертно) Мога Микола Вікторович, командир стрілецького взводу, 30 окрема механізована бригада. Випуск - 2004 р. "Право". Загинув 16.08.2022 р. під час артилерійського обстрілу в районі с. Олександрівка, Ізюмський район, Харківська область. Нагороджений орденом Богдана Хмельницького III ступеня (посмертно). |
| Майор Кузнєцов Олександр Сергійович, начальник відділення спеціальних дій, ССО ЗСУ. Випуск - 2016 р. "Міжнародна інформація". Загинув 15.09.2022 р. під час виконання бойового завдання в районі смт Березнегувате, Баштанський район, Миколаївська область, внаслідок осколкового поранення. Нагороджений орденом Богдана Хмельницького III ступеня (посмертно). |
| Старший лейтенант Рубцов Олексій Сергійович, командир розвідувального взводу, 58 окрема мотопіхотна бригада. Випуск – 2004 р. "Право". Загинув 18.09.2022 р. в ближньому бою з ворогом в районі с. Зайцеве, Бахмутський район, Донецька область. Нагороджений орденом За мужність III ступеня. |
| Капітан (посмертно) Харитонов Богдан Олександрович, тво командира роти, 80 окрема десантно-штурмова бригада. Випуск - 2017 р. "Психологія". Загинув 29.09.2022 р. під час виконання бойового завдання в районі с. Вище Солоне, Ізюмський район, Харківська область. Нагороджений орденом Богдана Хмельницького III ступеня (посмертно). |
| Майор Лисенко Георгій Сергійович, командир групи, Інтернаціональний легіон ГУР МОУ. Випуск - 2017 р. "Міжнародна інформація". Загинув 07.11.2022 р. під час артилерійського обстрілу в районі м. Бахмут, Донецька область. Герой України (посмертно). |
| Полковник Сухолиткий Володимир Володимирович, помічник командира бригади з фінансово-економічної роботи - начальник служби, 125 окрема бригада ТрО. Випуск - 1998 р. "Фінанси". Загинув 19.11.2022 р. під час несення служби у м. Львів. |
| Лейтенант Лебеденко Єгор Геннадійович, офіцер-психолог протитанкового дивізіону, 10 окрема гірсько-штурмова бригада. Випуск - 2022 р. "Психологія". Помер 11.12.2022 р. від раніше отриманого поранення в лікарні ім. Мечникова м. Дніпро. |
| Капітан (посмертно) Марчук Олександр Сергійович, заступник командира танкової роти з МПЗ, 95 окрема десантно-штурмова бригада. Випуск - 2019 р. "Психологія". Загинув 10.06.2023 р. під час мінометного обстрілу в районі м. Лиман, Краматорський район, Донецька область. Нагороджений орденом Богдана Хмельницького III ступеня (посмертно). |
| Підполковник Дідковська Елеонора Сергіївна, начальник оперативного відділення штабу, 47 окрема механізована бригада. Випуск - 2011 р. «ГІСТ». Загинула 31.07.2023 р. під час ракетного обстрілу в районі м. Оріхів, Запорізька область. Нагороджена орденом Богдана Хмельницького III ступеня (посмертно). |
| Старший лейтенант Володько Володимир Володимирович. Випуск - 2019 р. "Політологія". Загинув 06.09.2023 р. під час мінометного обстрілу в районі с. Шахтарське, Волноваський район, Донецька область. |
| Сержант Маркевич Іван Михайлович, навідник розвідувального відділення, 47 окрема механізована бригада. Випуск - 2018 р. "Психологія". Загинув 01.11.2023 р. під час виконання бойового завдання в районі м. Авдіївка, Покровський район, Донецька область. Нагороджений орденом За мужність III ступеня (посмертно). |
| Капітан Власков Микита Валентинович, офіцер відділення МПЗ бригади, 128 окрема гірсько-штурмова бригада. Випуск - 2020 р. "Політологія". Загинув 03.11.2023 р. під час ракетного обстрілу в районі с. Зарічне, Комишуваська ТГ, Запорізький район, Запорізька область. Нагороджений орденом Богдана Хмельницького III ступеня (посмертно). |
| Старший лейтенант Цицюра Володимир Володимирович, заступник коменданта загону, 15 мобільний прикордонний загін. Випуск – 2021 р. «ГІСТ». Загинув 29.11.2023 р. під час мінометного обстрілу в районі с. Грушівка, Куп'янський район, Харківська область. |
| Солдат Бородай Богдан Вадимович, оператор відділення управління мінометної батареї, 5 окрема штурмова бригада (24 окремий штурмовий батальйон «Айдар»). Навчався на спеціальності «Міжнародні відносини». Загинув 01.02.2024 р. під час мінометного обстрілу в районі м. Бахмут, Донецька область. Нагороджений орденом За мужність III ступеня (посмертно). |
| Старший лейтенант Зелений Денис Анатолійович, офіцер секції оперативного планування батальйону, 1-а Президентська бригада оперативного призначення НГУ імені гетьмана Петра Дорошенка "Буревій". Загинув 08.05.2024 р. під час артилерійського обстрілу в районі м. Кремінна, Донецька область. Герой України (посмертно). |